# Tormento di sant'Antonio
Il Tormento di sant'Antonio è un dipinto a tempera e olio su tavola (47x35 cm) proveniente dalla bottega di Domenico Ghirlandaio, e attribuito a un giovane Michelangelo Buonarroti. Il dipinto è databile tra il 1487 e il 1489, ed è oggi conservato nel Kimbell Art Museum di Fort Worth, in Texas.

## Storia
Ascanio Condivi, Giorgio Vasari e Benedetto Varchi sono concordi nel menzionare una copia dell'incisione di Martin Schongauer ("Martino d'Ollandia") delle Tentazioni (o Tormento) di sant'Antonio, eseguita dal giovanissimo Michelangelo (poco più che dodici-tredicenne) su suggerimento del compagno di bottega Francesco Granacci, di qualche anno più grande. Varchi ricordò come l'opera fosse il primo dipinto del futuro grande maestro e Condivi, in particolare, si dilungò a ricordare come l'opera fosse su "legno" e come "oltre all'effigie del santo, c'erano molte strane forme e mostrosità di demoni", nei quali Michelangelo dimostrò una particolare curiosità sul colore (la stampa ovviamente era in bianco e nero) "che nessuna parte coloriva, ch'egli prima col naturale non avesse conferita, si che andatosene in pescheria, considerava di che forma et colore fossero l'ali dei pesci, di che colore gli occhi, e ogn'altra parte, rappresentandole nel suo quadro". L'opera avrebbe anche destato l'invidia del Ghirlandaio, presso cui i due ragazzini erano a bottega.
I biografi antichi però tralasciano di menzionare dove la tavola si trovi, facendo pensare che all'epoca se ne fossero già perse le tracce. La critica moderna, già del XIX secolo, ha cercato di ritrovare il dipinto. Un primo tentativo spetta a G. Bianconi che trovò un dipinto col medesimo soggetto, proponendolo come autografo, ma venendo poi respinto dagli altri studiosi.
Il dipinto presente fu invece pubblicato da Clément nel 1861. Esso è segnalato per la prima volta nella collezione Scorzi a Pisa nel 1837, quando venne ceduto al barone Triqueti; nel 1886 fu dei Lee-Child e nel 1905 circa di sir Paul Harwey, che nel 1960 lo mise in vendita a un'asta di Sotheby's. Prima di allora la possibile autografia era stata sostenuta da altri, come Montaiglon (1875), ma messa anche in dubbio (Mantz, 1876).
Passato in collezioni private imprecisate, il 13 maggio 2009 l'opera è riemersa in occasione dell'acquisto da parte del Kimbell Art Museum, venendo finalmente esposta al pubblico. In tale occasione si è riacceso il dibattito attributivo, grazie anche a un notevole battage mediatico internazionale.

## Descrizione

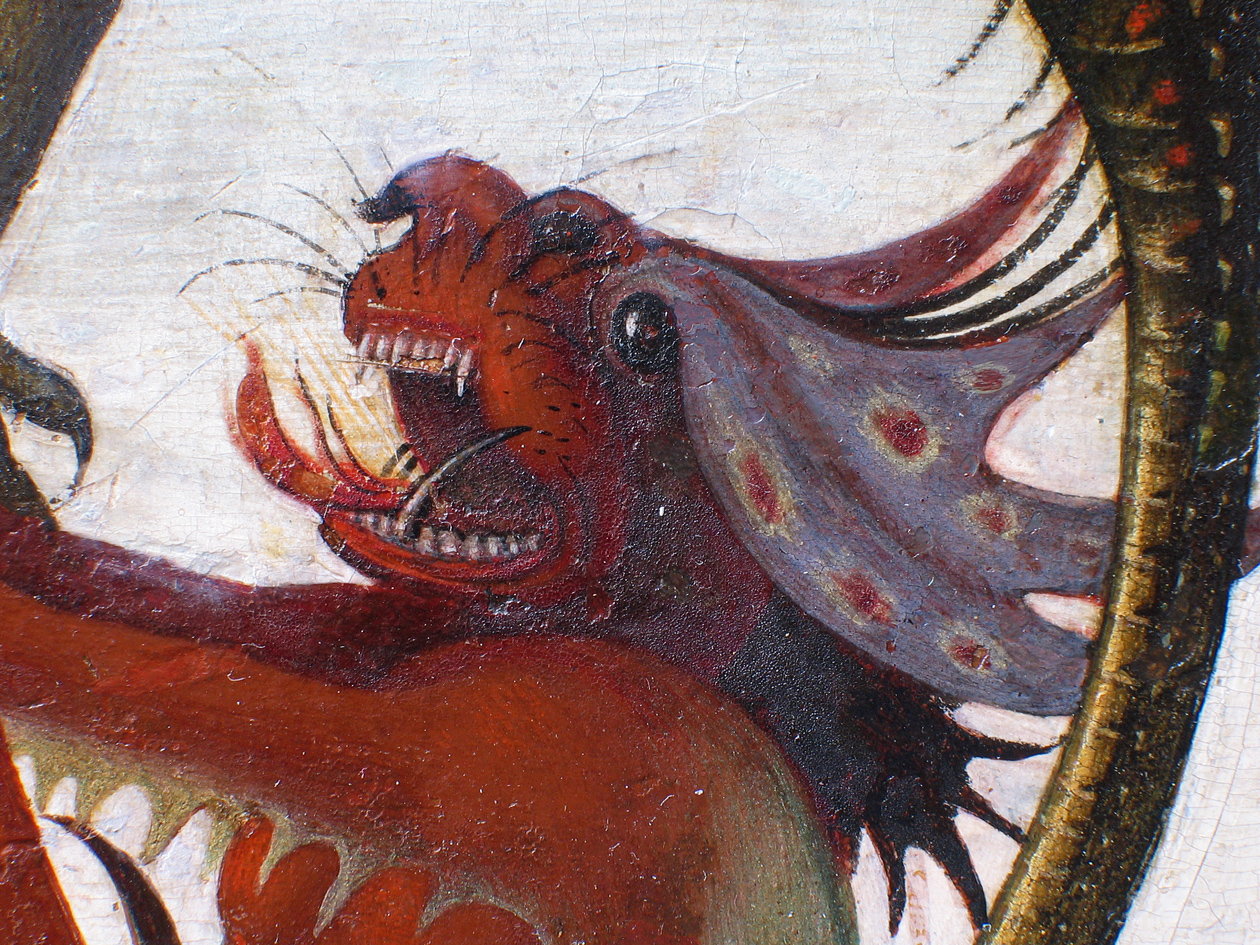
Dettaglio

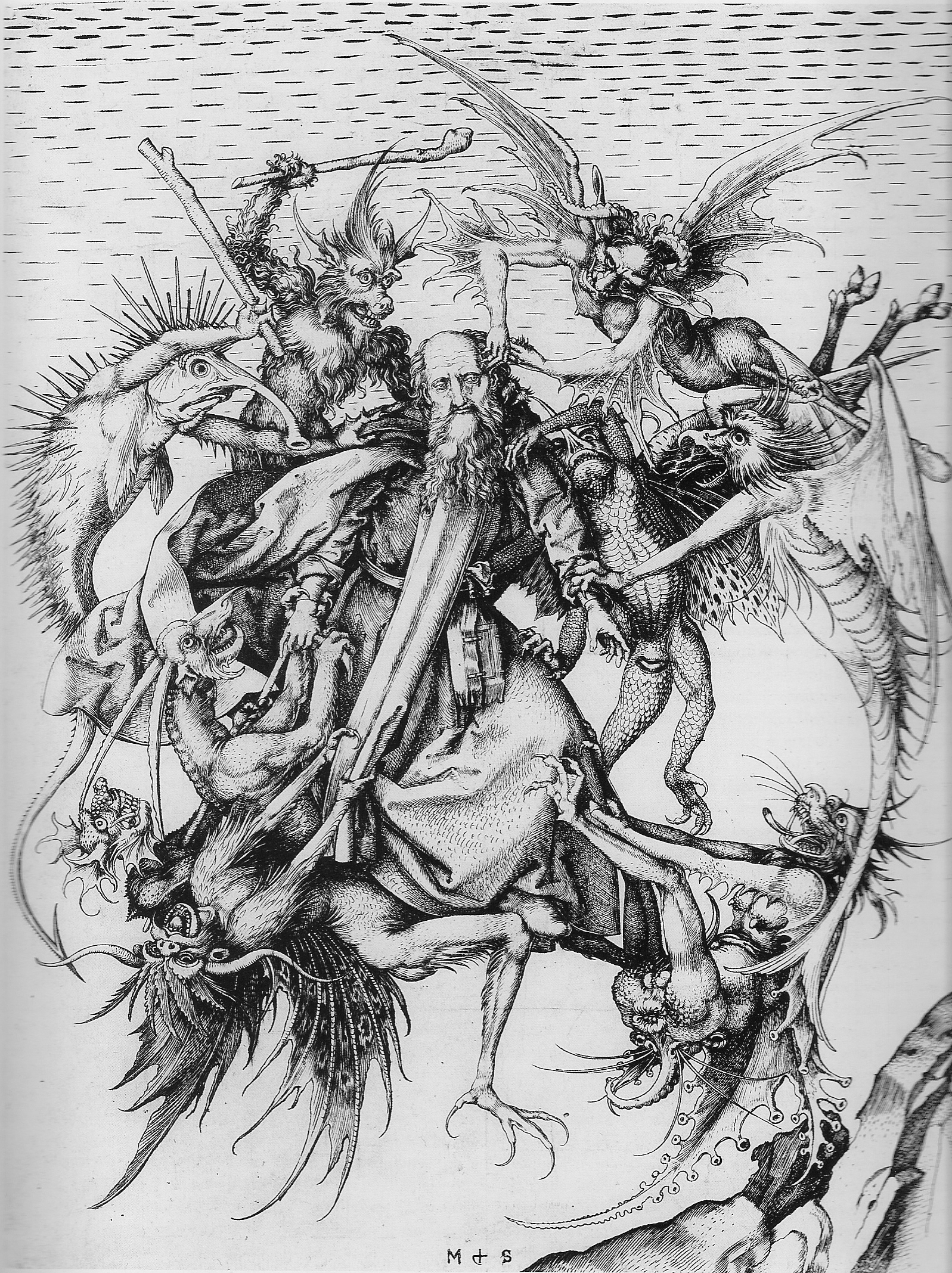
L'incisione originale di Schongauer

Il dipinto raffigura sant'Antonio Abate trascinato in aria da un nutrito gruppo di demoni, tipici della tradizione nordica, con dettagli fantasiosi e realizzati come un collage di numerosi animali. Le parti più grottesche, come le espressioni truci o i lunghi artigli dei demoni, appaiono attenuate dal pennello dell'artista. In basso si apre un lontano paesaggio tra le quinte di due speroni rocciosi, con quello sinistro più pronunciato: si tratta di un'aggiunta rispetto al modello. La cromia è particolarmente fresca ed equilibrata, intonandosi soprattutto sui toni del rosso e del verde marcio.
Lo stile, a parte la derivazione nordica dovuta alla fedeltà al modello, mostra un tono "ghirlandaiesco" in alcuni dettagli, come la testa del santo, che ricorderebbe nella fisionomia anche un dipinto posteriore come il San Giuseppe nel Tondo Doni.
Un elemento che nelle recenti attribuzioni è apparso determinate riguarda le rocce della parte sinistra del quadro, dipinte con il caratteristico "tratteggio incrociato" che ritrova anche nell'opera grafica dell'artista, tra cui, per restare nell'ambito dei lavori giovanili, il San Pietro da Masaccio a Monaco di Baviera.